# فرودگاه بین‌المللی گاروا
فرودگاه بین‌المللی گاروا (به انگلیسی: Garoua International Airport) یک فرودگاه همگانی و نظامی با کد یاتا GOU است که یک باند فرود آسفالت دارد و طول باند آن ۳۳۶۳ متر است. این فرودگاه در کشور کامرون قرار دارد و در ارتفاع ۲۴۲ متری از سطح دریا واقع شده‌است.